# Кубок Хорватії з футболу 2006—2007
Кубок Хорватії з футболу 2006—2007 — 16-й розіграш кубкового футбольного турніру в Хорватії. Титул ввосьме здобув Динамо (Загреб).

## Календар
| Раунд            | Дата                          | Матчі | Клуби   |
| ---------------- | ----------------------------- | ----- | ------- |
| Попередній раунд | 30 серпня 2006                | 16    | 48 → 32 |
| 1/16 фіналу      | 20 вересня 2006               | 16    | 32 → 16 |
| 1/8 фіналу       | 24-25 жовтня 2006             | 8     | 16 → 8  |
| 1/4 фіналу       | 21 листопада - 6 березня 2006 | 8     | 8 → 4   |
| 1/2 фіналу       | 14 березня/4 квітня 2007      | 4     | 4 → 2   |
| Фінал            | 9/26 травня 2007              | 2     | 2 → 1   |

## 1/16 фіналу
| Команда 1          | Рахунок      | Команда 2             |
| ------------------ | ------------ | --------------------- |
| 20 вересня 2006    |              |                       |
| Джаково            | 1:2          | Рієка                 |
| Гробнічан (Рієка)  | 0:2          | Динамо (Загреб)       |
| Конавлянин         | 2:1          | Вартекс               |
| Младост (Ждралови) | 0:3          | Хайдук (Спліт)        |
| Крижевці           | 2:5          | Осієк                 |
| Хрваце             | 1:1 пен. 6:5 | Пула Старо Чешко      |
| Подравина          | 1:4          | Камен Інград (Велика) |
| Карловац           | 0:1          | Цибалія               |
| Вуковар'91         | 2:1          | Поморац               |
| Новаля             | 0:4          | Загреб                |
| Копривниця         | 0:2          | Славен Белупо         |
| Б'єловар           | 0:3          | Інтер (Запрешич)      |
| Кроація Сесвете    | 2:2 пен. 5:6 | Беліще                |
| Сегеста            | 3:1          | Задар                 |
| Меджимур'є         | 1:4          | Шибеник               |
| Виноградар         | 1:1 пен. 6:7 | Хрватскі Драговоляц   |

## 1/8 фіналу
| Команда 1           | Рахунок      | Команда 2             |
| ------------------- | ------------ | --------------------- |
| 24 жовтня 2006      |              |                       |
| Хайдук (Спліт)      | 5:2 дч       | Беліще                |
| Цибалія             | 2:0 дч       | Вуковар'91            |
| Інтер (Запрешич)    | 3:1          | Осієк                 |
| Славен Белупо       | 4:2          | Хрваце                |
| Загреб              | 1:1 пен. 5:3 | Камен Інград (Велика) |
| 25 жовтня 2006      |              |                       |
| Хрватскі Драговоляц | 0:0 пен. 3:5 | Рієка                 |
| Динамо (Загреб)     | 3:0          | Шибеник               |
| Конавлянин          | 2:0          | Сегеста               |

## 1/4 фіналу
| Команда 1                  | Заг. | Команда 2       | 1-й матч | 2-й матч |
| -------------------------- | ---- | --------------- | -------- | -------- |
| 21/28 листопада 2006       |      |                 |          |          |
| Інтер (Запрешич)           | 2:4  | Динамо (Загреб) | 1:2      | 1:2      |
| 21 листопада/6 грудня 2006 |      |                 |          |          |
| Цибалія                    | 4:6  | Хайдук (Спліт)  | 2:3      | 2:3      |
| 22/28 листопада 2006       |      |                 |          |          |
| Рієка                      | 4:3  | Конавлянин      | 3:1      | 1:2      |
| 22/29 листопада 2006       |      |                 |          |          |
| Славен Белупо              | 9:2  | Загреб          | 6:0      | 3:2      |

## 1/2 фіналу
| Команда 1                | Заг. | Команда 2      | 1-й матч | 2-й матч |
| ------------------------ | ---- | -------------- | -------- | -------- |
| 14 березня/4 квітня 2007 |      |                |          |          |
| Динамо (Загреб)          | 3:2  | Хайдук (Спліт) | 1:0      | 2:2      |
| Рієка                    | 2:3  | Славен Белупо  | 0:0      | 2:3      |

## Фінал
| Команда 1        | Заг. | Команда 2     | 1-й матч | 2-й матч |
| ---------------- | ---- | ------------- | -------- | -------- |
| 9/26 травня 2007 |      |               |          |          |
| Динамо (Загреб)  | 2:1  | Славен Белупо | 1:0      | 1:1      |

### Перший матч
| 9 травня 2007 |

| Динамо (Загреб)    | 1:0      | Славен Белупо |
| ------------------ | -------- | ------------- |
| Едуардо 76' (пен.) | Протокол |               |

| Стадіон «Максимир», Загреб Глядачів: 6 000 Арбітр: Анте Вучемилович |

### Другий матч
| 26 травня 2007 |

| Славен Белупо     | 1:1      | Динамо (Загреб)  |
| ----------------- | -------- | ---------------- |
| Мумлек 68' (пен.) | Протокол | Шильденфельд 89' |

| Стадіон «Градскі», Копривниця Глядачів: 5 000 Арбітр: Іван Бебек |